# Paracalamobius tonkineus
Paracalamobius tonkineus är en skalbaggsart som beskrevs av Stefan von Breuning 1982. Paracalamobius tonkineus ingår i släktet Paracalamobius och familjen långhorningar. Inga underarter finns listade i Catalogue of Life.